# Liberal National Party of Queensland
De Liberal National Party (LNP) is een Australische politieke partij die enkel opkomt in de deelstaat Queensland. Het is een fusie van de regionale afdelingen van de Liberal Party en de National Party in Queensland. Aanvankelijk, in 2008, beschikken de liberalen over 8 zetels en The Nationals over 17 in het deelstaatparlement. Bij de fusie wordt de leider van de regionale National Party, Lawrence Springborg, de eerste partijleider van de LNP. Na het verlies van de deelstaatverkiezingen een jaar later volgt John-Paul Langbroek Springborg op.